# CD48
CD48 (англ. CD48 molecule) – білок, який кодується однойменним геном, розташованим у людей на короткому плечі 1-ї хромосоми.  Довжина поліпептидного ланцюга білка становить 243 амінокислот, а молекулярна маса — 27 683.
| 10         |  | 20         |  | 30         |  | 40         |  | 50         |
| ---------- |  | ---------- |  | ---------- |  | ---------- |  | ---------- |
| MCSRGWDSCL |  | ALELLLLPLS |  | LLVTSIQGHL |  | VHMTVVSGSN |  | VTLNISESLP |
| ENYKQLTWFY |  | TFDQKIVEWD |  | SRKSKYFESK |  | FKGRVRLDPQ |  | SGALYISKVQ |
| KEDNSTYIMR |  | VLKKTGNEQE |  | WKIKLQVLDP |  | VPKPVIKIEK |  | IEDMDDNCYL |
| KLSCVIPGES |  | VNYTWYGDKR |  | PFPKELQNSV |  | LETTLMPHNY |  | SRCYTCQVSN |
| SVSSKNGTVC |  | LSPPCTLARS |  | FGVEWIASWL |  | VVTVPTILGL |  | LLT        |

A: Аланін

C: Цистеїн

D: Аспарагінова кислота

E: Глутамінова кислота

F: Фенілаланін

G: Гліцин

H: Гістидин

I: Ізолейцин

K: Лізин

L: Лейцин

M: Метіонін

N: Аспарагін

P: Пролін

Q: Глутамін

R: Аргінін

S: Серин

T: Треонін

V: Валін

W: Триптофан

Задіяний у такому біологічному процесі як поліморфізм. 
Локалізований у клітинній мембрані, мембрані.